# Flora Republicii Moldova

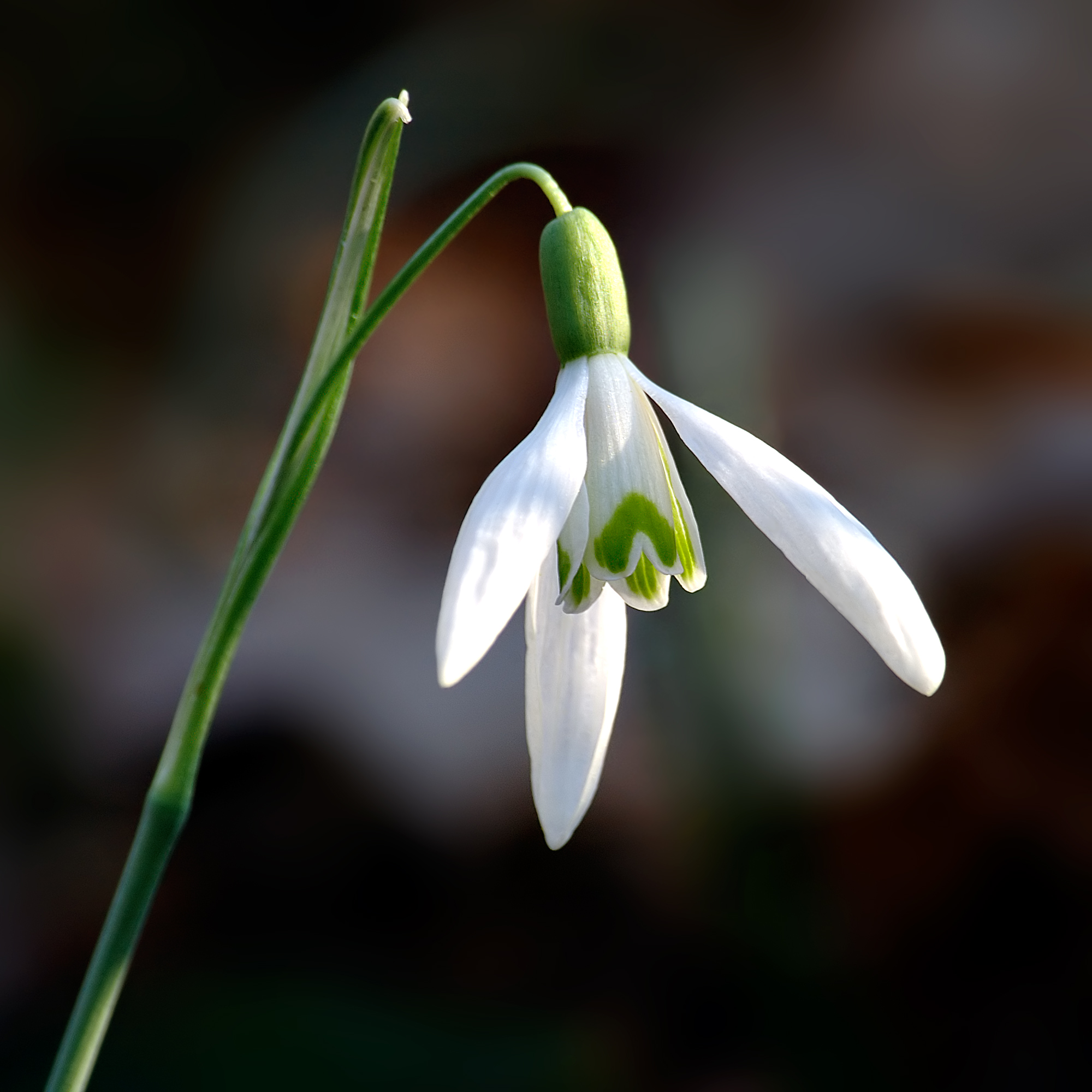
Ghiocel, plantă tipică

Flora Republicii Moldova, conform ultimelor date, numără aproape 1540 de specii care se includ în 550 de genuri și 101 de familii. Cantitativ predomină speciile palearctice și plante caracteristice pentru flora Europei. Printre ele plantele rare caracteristice arealului mediteraneean constituie 17% din totalul speciilor.
În Republica Moldova se deosebesc două zone de vegetație - zona stepei și zona silvostepei:
- Zona stepei ocupă câmpiile și podișurile din regiunea situată mai la sud de Podișul Codrilor și sud și est de Colinele Tigheciului. În afara acestor regiuni vegetația de stepă se întâlnește și în Nord, în stepa Bălților.

- Zona de silvostepă ocupă culmile mai înalte, mai frecvent în Regiunea Codrilor, pe lângă vegetația de stepă se întâlnește și vegetația de pădure.